# Xysticus kurilensis
Xysticus kurilensis är en spindelart som beskrevs av Embrik Strand 1907. Xysticus kurilensis ingår i släktet Xysticus och familjen krabbspindlar. Inga underarter finns listade i Catalogue of Life.